# Université de médecine de Białystok
L'université de médecine de Białystok (en polonais : Uniwersytet Medyczny w Białymstoku, communément abrégé en UMB) a été créée sous cette forme en 1950 sous le nom d'académie de médecine de Białystok (Akademia Medyczna w Białymstoku).
Elle porte son nom actuel depuis 2008.

## Facultés et départements
- Faculté de médecine (Wydział Lekarski z Oddziałem Stomatologii) - possibilité de suivre un cursus en anglais
- Faculté de pharmacie et d'analyse médicale (Wydział Farmaceutyczny z Oddziałem Medycyny Laboratoryjnej)
- Faculté de sciences de la santé (Wydział Nauk o Zdrowiu), jusqu'en 2008 : Santé publique, Zdrowia Publicznego)
- Faculté de médecine de formation post-diplôme (Wydział Lekarski Kształcenia Podyplomowego)

## Personnalités de l’université

### Liste des recteurs
Recteurs de l'université de médecine de Białystok :
- 1950-1955 – Tadeusz Kielanowski (pl)
- 1955-1959 – Stanisław Legeżyński
- 1959–1962 - Jakub Chlebowski
- 1962–1970 - Ludwik Komczyński
- 1970–1972 - Stefan Soszka
- 1972–1973 - Piotr Boroń (pl)
- 1973–1974 - Tadeusz Januszko
- 1974–1981 - Konstanty Wiśniewski (pl)
- 1981–1987 - Jerzy Łebkowski
- 1987–1990 - Zbigniew Puchalski (pl)
- 1990–1993 - Andrzej Kaliciński (pl)
- 1993–1999 - Jan Górski (physiologie) (pl)
- 1999–2002 - Zbigniew Puchalski
- 2002–2008 - Jan Górski
- 2008–2016 - Jacek Nikliński (pl)
- depuis 2016  -  Adam Krętowski (pl)

### Docteurshonoris causa
Parmi les personnalités nommées docteurs honoris causa, on peut relever cinq francophones :
- Jean Cohen (1996)